# Yvett Merino
Yvett Merino est une productrice de films, dont la productrice principale du film Encanto de Disney. En tant que productrice, elle a remporté l'Oscar du meilleur long métrage d'animation aux côtés de Jared Bush, Byron Howard et Clark Spencer.

## Biographie

### Jeunesse et formation
Yvett Merino a grandi à Norwalk, en Californie, et a étudié la sociologie à l'Université de Californie à Santa Barbara.

### Vie professionnelle
Après avoir travaillée comme assistante sociale pendant un an, Yvette Merino commence à accepter des missions temporaires en dehors de ce rôle, notamment chez Disney.
Elle commence à travailler chez Disney Animation dans les années 1990, avec l'intention d'y rester cinq ans,.
Dans les années 2000, Merino devient ingénieure logiciel et responsable de l'administration technologique pour Chicken Little (2005) et support promotionnel pour Bienvenue chez les Robinson (2007).
Après avoir gravi les échelons du département technologique jusqu'au poste de responsable administrative, le producteur de Tangled (2010), Roy Conli, lui demande de gérer le département de montage, ce qui fait d'elle une directrice de production.
Yvette Merino décide ensuite de reprendre ses études, et obtient un diplôme de MBA. Elle devient assistante de production pour Les Mondes de Ralph, sorti en 2012, ainsi que directrice de production et chef de service pour Big Hero 6 (2014), directrice de département pour Zootopie (2016), directrice de production pour Moana (2016), et directeur de studio et de création pour Raya et le dernier dragon (2021). Yvette Merino rejoint l'équipe d'Encanto deux ans après le début du développement, alors qu'elle commençait sa transition vers la production. C'est le premier film où elle est citée comme productrice principale.
Yvette Merino crée alors un groupe de ressources pour les employés de chez Disney appelé Voces (Voix). Par ailleurs, Encanto disposait d'un « Familia Group », qui se réunissait une fois par mois pour déjeuner afin de discuter du concept de famille.

### Vie personnelle
Les grands-parents de Merino sont originaires du Mexique. Son père était machiniste et sa mère était gestionnaire de bureau.

## Filmographie
- Encanto (2021) (productrice)
- Il était une fois un studio (2023) (productrice)
- Moana 2 (2024) (productrice)
- Zootopie 2 (2025) (productrice)[4]

## Récompenses
- Encanto (2022) (Gala des NHMC Impact Awards) (Prix Impact du producteur)
- Encanto (2022) (Oscar) (Meilleur film d'animation)[5]